# Aukaans
Aukaans (Okanisi) ist eine von den Ndyukas oder Aukanern in Suriname gesprochene, stark dem Saramaccaans, jedoch weniger dem Sranan Tongo ähnliche Kreolsprache, die ursprünglich einen großen portugiesischen Wortschatz hatte, der dann jedoch zu weiten Teilen durch englische Wörter ersetzt wurde, was als Relexifizierung bezeichnet wird. Da es in Surinam drei verschiedene Kreolsprachen gibt, die unterschiedlich lang dem Prozess der Ersetzung portugiesischer Wörter ausgesetzt waren, kann man diesen Prozess gut rekonstruieren. Aukaans hat über 22.000 Sprecher, davon über 15.500 in Suriname.

## Sprachliche Charakteristiken
Aukaans ist deutlich weniger afrikanisch geprägt als Saramaccaans, z. B. hat es die beiden Phoneme kp und gb verloren, die das Saramaccaans noch besitzt, und ist auch nicht mehr tonal. Die Sprecher des Aukaans flohen erst in einer zweiten Welle, nach den Sprechern des Saramaccaans, in den Urwald.

## Textproben
A be de wan diidewooko. Mi lon kibii, mi á wani go a goon.
"Es war Mittwoch. Ich versteckte mich, weil ich nicht aufs Feld gehen wollte."

Wan Onti Toli
Den tu baala, wan mama meke dii pikin, tu baala anga wan sisa. Da den abi angii. Neen den o go a onti. Neen den tu baala go a onti, di den waka teee den go doo a pe wan gaan bigi siton de. A di den luku na a siton baka, neen den si wan bofoo, didon leti na a siton baka. Ne a gaan baala taki, di de anga a goni, ne a taki, en sa sutu a siton, boo go kii a bofoo. En sa sutu a siton da a kuguu boo a siton go kii a bofoo. [...]

## Bibliografie
Referenzgrammatik:
- George L. Huttar & Mary L. Huttar (1994): Ndyuka (Routledge Descriptive Grammars Series). London & New York.